# 郝俣
郝俣（?—?），字子玉，自号虚舟居士，金代太原人。
金海陵王正隆二年（1157年），进士及第。授官翰林院修撰。大定二十九年（1189年），参与《辽史》刊修。元好問稱郝俣工於詩，殊有古意。张汝霖奏稱：“郝俣能属文，宦业亦佳。”官至河东北路转运使。